# Pasztowa Wola (gromada)
Pasztowa Wola – dawna gromada, czyli najmniejsza jednostka podziału terytorialnego Polskiej Rzeczypospolitej Ludowej w latach 1954–1972.
Gromady, z gromadzkimi radami narodowymi (GRN) jako organami władzy najniższego stopnia na wsi, funkcjonowały od reformy reorganizującej administrację wiejską przeprowadzonej jesienią 1954 do momentu ich zniesienia z dniem 1 stycznia 1973, tym samym wypierając organizację gminną w latach 1954–1972.
Gromadę Pasztowa Wola siedzibą GRN w Pasztowej Woli utworzono – jako jedną z 8759 gromad na obszarze Polski – w powiecie iłżeckim w woj. kieleckim, na mocy uchwały nr 13k/54 WRN w Kielcach z dnia 29 września 1954. W skład jednostki weszły obszary dotychczasowych gromad Ciecierówka, Pasztowa Wola, Pasztowa Wola kolonia, Płusy i Podkońce oraz osiedle Michałów z dotychczasowej gromady Rzechów ze zniesionej gminy Rzeczniów oraz lasy państwowe nadleśnictwa Małomierzyce (oddziały Nr Nr 47, 48, 49, 61 do 64, 65 do 68, 90 do 94 i 110 do 121). Dla gromady ustalono 16 członków gromadzkiej rady narodowej.
29 lutego 1956 z gromady Pasztowa Wola wyłączono oddziały Nr Nr 47–49 i 61–64 nadleśnictwa Małomierzyce, włączając je do gromady Chwałowice w tymże powiecie.
31 grudnia 1959 do gromady Pasztowa Wola przyłączono wieś Prendocin i parcelację Prendocin ze zniesionej gromady Prendocin w tymże powiecie.
1 stycznia 1969 do gromady Pasztowa Wola przyłączono obszar zniesionej gromady Chwałowice.
1 stycznia 1970 do gromady Pasztowa Wola przyłączono z miasta Iłży w tymże powiecie tereny pod nazwą Piłatka o powierzchni 446 ha
Gromada przetrwała do końca 1972 roku, czyli do kolejnej reformy gminnej.